# Charactosuchus
Charactosuchus — вимерлий рід крокодилів. Він був віднесений до родини Crocodylidae у 1988 році. Зразки були знайдені в Колумбії, Бразилії, Ямайці та, можливо, у Флориді та Південній Кароліні. Він був схожий на гаріала з довгою вузькою мордою, але не мав до них ніякого відношення, будучи більш близьким до сучасних крокодилів, ніж до гаріалів.